# Nicella dichotoma
Nicella dichotoma is een zachte koraalsoort uit de familie Ellisellidae. De koraalsoort komt uit het geslacht Nicella. Nicella dichotoma werd in 1860 voor het eerst wetenschappelijk beschreven door Gray. 